# Diego Carreño
Diego Alberto Carreño Parada (San Francisco de Mostazal, Región de O'Higgins, 26 de abril de 2002) es un futbolista chileno que juega como portero en Deportes Santa Cruz  de la Primera B de Chile.

## Trayectoria

### O'Higgins
Diego Carreño se unió en 2017 a O'Higgins a los 15 años, luego ser observado por el área de captación del club. En las divisiones inferiores celestes obtuvo el campeonato de Apertura 2022 de la "Serie de Proyeccion" de la ANFP, goleando a la Universidad Católica por 3-0 y clasificando por primera vez a la Copa Libertadores Sub-20 de 2023 que se disputará en Chile.
En 2022 es ascendido al primer equipo. Debutó en el fútbol profesional el 21 de octubre de 2022 con 20 años de edad, en un partido contra Cobresal, ingresando a los 75′ de juego, ya que O’Higgins sufrió la expulsión del arquero Luis Ureta, que salió lejos del área e impactó a Cecilio Waterman, el partidó finalizó 1-0 en favor del cuadro celeste.

## Selección nacional
Su primera participación fue con la Selección de fútbol sub-17 de Chile que jugaría el Campeonato Sudamericano de Fútbol Sub-17 de 2019 donde pese a no ser titular indiscutido lograría ser parte del segundo lugar obtenido por aquel conjunto que además clasificaría a la Copa Mundial de Fútbol Sub-17 de 2019 siendo parte de la delegación oficial de esta.

#### Participaciones en Sudamericanos
| Competencia                 | Sede | Resultado  | PJ | Goles |
| --------------------------- | ---- | ---------- | -- | ----- |
| Sudamericano Sub-17 de 2019 | Perú | Subcampeón | 0  | 0     |

#### Participaciones en Copas del Mundo
| Mundial                     | Sede   | Resultado        | Partidos | Goles |
| --------------------------- | ------ | ---------------- | -------- | ----- |
| Copa Mundial Sub-17 de 2019 | Brasil | Octavos de final | 0        | 0     |

## Estadísticas
| Club              | Div.          | Temporada     | Liga  | Liga  | Copas nacionales | Copas nacionales | Torneos internacionales | Torneos internacionales | Total | Total |
| Club              | Div.          | Temporada     | Part. | Goles | Part.            | Goles            | Part.                   | Goles                   | Part. | Goles |
| ----------------- | ------------- | ------------- | ----- | ----- | ---------------- | ---------------- | ----------------------- | ----------------------- | ----- | ----- |
| O'Higgins · Chile | 1.ª           | 2022          | 1     | 0     | 0                | 0                | 0                       | 0                       | 1     | 0     |
| O'Higgins · Chile | 1.ª           | 2023          | 0     | 0     | 0                | 0                | —                       | —                       | 0     | 0     |
| O'Higgins · Chile | Total club    | Total club    | 1     | 0     | 0                | 0                | 0                       | 0                       | 1     | 0     |
| Total carrera     | Total carrera | Total carrera | 1     | 0     | 0                | 0                | 0                       | 0                       | 1     | 0     |
| 1. 2.             |               |               |       |       |                  |                  |                         |                         |       |       |